# Султанат Египет
Султанат Египет (араб. السلطنة المصرية‎) — египетское государство, существовавшее под протекторатом Британской империи с 1914 по 1922 год. Глава государства — султан.

## Предыстория (1882—1914)
К началу правления хедива Тауфика (1879—1892) вассалитет Египта от Османской империи окончательно сошёл на нет. Вместо него в Египте активно нарастало влияние европейских держав, сначала Франции и Великобритании, а с 1882 года — только Великобритании. Он стал фактически британским сателлитом, хотя формально хедив продолжал считаться вассалом турецкого султана.
Поводом к открытому британскому вторжению послужило восстание Ораби-паши. В январе 1882 года хедив созвал собрание нотаблей, с совещательным голосом: оно заставило хедива дать отставку министерству Риаза и поручить в феврале составление нового Махмуду Баруди. Самым влиятельным лицом в последнем был военный министр Ораби-паша, охотно обещавший уважать права иностранных держав, но очевидно и сознательно стремившийся освободить Египет от их влияния и «предоставить Египет — египтянам». Он противодействовал финансовой комиссии и систематически удалял европейцев со всех мест, занимаемых ими на египетской службе. Державы (Франция и Великобритания) направили флот в Александрию. Напуганный хедив дал отставку пылкому министру, считавшемуся главой национальной партии. Ораби-паша успел поднять восстание, вылившееся избиением европейцев в главных городах Египта, особенно в Александрии в июне 1882 года. Британский адмирал Сеймур отвечал страшной бомбардировкой Александрии, вызвавшей, в свою очередь, более правильно организованное восстание Ораби-паши. Великобритания была вынуждена начать войну, окончившуюся полной победой.
Одно восстание стало причиной другого. В Судане началось религиозно-политическое движение, руководимое махди, и Великобритании пришлось дать ему отпор. Эти войны дали возможность Великобритании оккупировать Египет и совершенно оттеснить Францию от всякого участия в делах страны. Оккупация имела характер временный. В 1887 году Великобритания обязалась перед Портой в течение трёх лет эвакуировать свои войска из Египта, под некоторыми неисполнимыми условиями, — и обязательство исполнено не было. Ни Гладстон, ни Салисбери не имели ни малейшего желания отказаться от захваченной области.
Франция в 1887 году настояла только на полной нейтрализации Суэцкого канала, и фактически примирилась с господством Великобритании в Египте. Однако Париж не был совсем лишён влияния на египетские дела. В 1889 году Франция воспользовалась своим влиянием, чтобы принудить Великобританию отказаться от проектированной ею конверсии египетских долгов, невыгодной для французских банкиров. Истинным распорядителем судеб Египта остался и при преемнике Тауфика (с 1892 года), его сыне Аббасе II, британский уполномоченный Бэринг.
Управление Великобритании, задевавшее самолюбие Порты и хедива, и выгодное для европейских кредиторов, оказалось, впрочем, не бесполезным и для самого Египта. По крайней мере, уже к 1885 году в египетском бюджете прекратился дефицит, а затем началось снижение податей, связанное с уменьшением расходов и правильным контролем над финансовым управлением.
Учреждённые, согласно «Органическому закону» от 1 мая 1883 года, Законодательный совет и Генеральное собрание были бесправны (в 1913 году объединены в Законодательное собрание). Власть была сосредоточена в руках британского консула.
В 1899 году, после заключения англо-египетского соглашения о совместном управлении Суданом, Восточный Судан фактически также стал британской колонией.
Великобритания превратила Египет в страну монокультуры хлопка и поставщика сырья для британской текстильной промышленности. Для развития хлопководства в Египте в 1890—1914 годы было построено несколько плотин и ирригационных систем. За 1877—1913 годы площадь обрабатываемых земель выросла с 4,5 млн до 5,5 млн федданов (из них под хлопком соответственно с 495 тыс. до 1,7 млн федданов). Вся торговля хлопком находилась в руках британцев. Другие отрасли сельского хозяйства почти не развивались. В результате в начале XX века Египет стал ввозить муку и зерно.
Важнейшими сферами приложения иностранного капитала были торговля, банки, ипотечные и земельные компании, концессионные предприятия в коммунальном хозяйстве. Великобритания препятствовала развитию египетской промышленности (за исключением хлопкоочистительной и отчасти горнодобывающей промышленности). Весь египетский хлопок перерабатывался за границей, в том числе в Советской России.
Политика Великобритании вызывала недовольство египетской буржуазии, деятельность которой была ограничена зависимым положением Египта. В 1890-е годы стали возникать политические кружки, объединявшие патриотические элементы. Значительное влияние на развитие общественно-политической мысли в Египте оказали Мухаммад Абдо и другие мусульманские реформаторы. Абд ар-Рахман аль-Кавакиби, отдавая дань панисламизму, выступал против деспотизма, осуждал религиозный фанатизм, проповедовал народовластие. К концу XIX — началу XX века относится деятельность египетского просветителя-публициста Касима Амина, творчество писателя-публициста Джирджи Зейдана. Большую роль в пробуждении национального самосознания египтян сыграл Мустафа Камиль.
Новый подъём национально-освободительной борьбы в Египте связан с эпохой пробуждения Азии, начавшейся под влиянием Первой русской революции. Непосредственным толчком к нему послужила расправа в 1906 году британских властей над крестьянами деревни Деншавай. В значительной мере движение концентрировалось вокруг основанного в 1907 году Мустафой Камилем партии «Ватан». Сменивший Бэринга на посту генерального консула Горст пытался расколоть национальное движение. Он поддерживал созданную в 1907 году «Партию реформы», которая состояла из египетских чиновников, помещиков и близких к ним интеллигентов, выступала за сотрудничество с Великобританией при условии проведения некоторых реформ и являлась противником «Ватана». Британские власти 25 марта 1909 года издали закон о печати, фактически запрещавший критиковать политику Великобритании. Закон «о подозрительных лицах» от 4 июля 1909 года, на основе которого правительство получило неограниченное право применять репрессии против националистов. Преследования вынудили часть ватанистов уйти в подполье, а других — эмигрировать.

## Установление протектората
В связи с началом Первой мировой войны Великобритания 18 декабря 1914 года объявила Египет своим протекторатом. 19 декабря низложенного британцами Аббаса II Хильми-пашу (1892—1914) сменил Хусейн Камиль (1914—1917), принявший титул султана. Законодательное собрание было распущено. В стране было объявлено военное положение, установлена военная цензура, а из египтян были созданы «трудовые корпуса». Выросли расходы на содержание увеличившихся контингентов британских войск, численность которых к 1916 году достигла 500 тысяч человек. Вместе с тем сокращение импорта промышленных товаров в Египет в годы Первой мировой войны (1914—1918), вызванное условиями военного времени, стимулировало некоторое развитие местной промышленности. Выросло число лиц, занятых в промышленности и ремесле.
Военная конъюнктура позволила египетской буржуазии, главным образом торгово-ростовщической, и помещикам накопить значительные капиталы благодаря поставкам армии и спекуляции продуктами питания. Рост египетской буржуазии в годы войны и усиление эксплуатации египтян создали предпосылки для мощного подъёма национально-освободительного движения.

## Отмена протектората
Начавшаяся в конце 1918 года кампания по сбору подписей под требованием националистической организации «Вафд» о предоставлении независимости Египту вылилась в мощные антибританские восстания. В 1918—1919 годы в Каире, Александрии и Порт-Саиде были созданы первые социалистические группы, объединившиеся в Социалистическую партию Египта (с 1922 года — Коммунистическая партия). Национально-освободительное движение возглавляла «Вафд». Размах национально-освободительной борьбы вынудил Великобританию в феврале 1922 года отменить протекторат и провозгласить независимость Египта. Султан Фуад I был провозглашён королём.
Однако Великобритания сохранила права «на оборону Египта», на охрану имперских путей, проходящих через Египет, на «соуправление Суданом». В Египте оставались британские оккупационные войска, советники, верховный комиссар, сохранялись господствующие экономические позиции британского капитала.

## Султаны

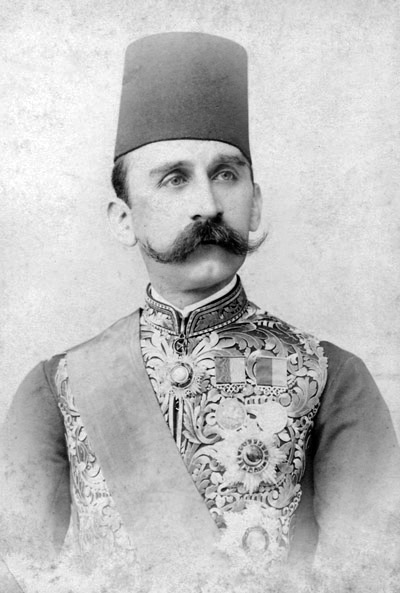
Султан Хусейн Камиль

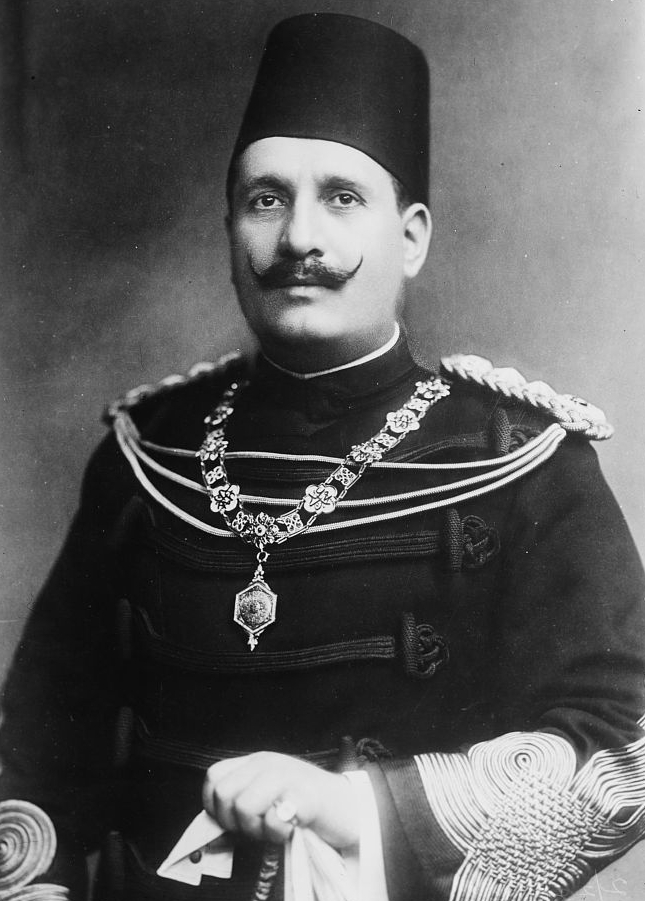
Султан Ахмед Фуад I

Хусейн Камиль (араб. السلطان حسين كامل‎; 21 октября 1853, Каир — 9 октября 1917, Каир) — султан Египта с 19 декабря 1914 по 9 октября 1917 года, во время британского протектората над Египтом. Хусейн Камиль был сыном хедива Исмаила-паши, который правил Египтом с 1863 по 1879 год. Хусейн Камиль был объявлен султаном Египта 19 декабря 1914 года, после того, как 5 ноября 1914 года оккупационные британские войска свергли его племянника, хедива Аббаса II. Вновь созданный Султанат Египет был объявлен британским протекторатом. Это положило конец де-юре османского суверенитета над Египтом, который после захвата власти в 1805 году Мухаммедом Али был в значительной степени номинальным. После смерти Хусейна Камиля, его единственный сын, принц Камалуд-дин Хусейн отказался от престола и тогда власть в султанате перешла к его брату Ахмеду Фуаду I.
Ахмед Фуад I (26 марта 1868 — 28 апреля 1936) — султан (1917—1922), а затем король Египта и Судана (1922—1936). Сменил титул после того, как 28 февраля 1922 года Великобритания в одностороннем порядке формально признала независимость Египта. Правление Фуада было ознаменовано противостоянием с партией Вафд, требовавшей полной, а не формальной независимости Египта. В 1930 году, пытаясь упрочить королевскую власть, Фуад I отменил конституцию 1923 года, заменив её новой, в которой парламенту отводилась только консультативная роль, однако в связи с широким общественным протестом был вынужден вернуть прежнюю конституцию в 1935 году. После смерти Фуада I, трон унаследовал его сын Фарук I.